# Молодий Карл Маркс
«Молодий Карл Маркс» (фр. Le Jeune Karl Marx) — біографічний фільм 2017 року, поставлений режисером Раулем Пеком у копродукції з кінематографістами Франції, Німеччини та Бельгії з Аугустом Ділем у головній ролі. Прем'єра стрічки відбулася 12 лютого 2017 році в програмі спеціальних показів на 67-му Берлінському міжнародному кінофестивалі.

## Сюжет
Події стрічки розгортаються в 1844 році. Синові високопоставленого суддівського чиновника Карлу Марксу, який на той час закінчив Берлінський університет і вже одруженому з баронесою за походженням, 26 років. Він має ступінь доктора філософії, але викладацька діяльність в альма-матер для нього закрита, зважаючи на звільнення його вченого керівника, як не лояльного державним органам. Редагуючи опозиційну газету, Карл пише гострі соціальні статті, де прямо називає владу грабіжниками, які грабують населення за придуманими ними ж законами. За це він підлягає висланню з країни.
Разом з дружиною Женні і маленькою донькою, Маркс переїжджає в Париж. Саме тут сталося доленосне знайомство із спадкоємцем успішного фабриканта Фрідріхом Енгельсом, яке переросло в міцну дружбу і тісну співпрацю на політичному терені. Завдяки другу Карл відійшов від утопічного соціалізму і відтепер усього себе присвятив політекономії. Два молоді політики створили нову, нечувану раніше, теорію наукового комунізму. Фільм закінчується написанням «Маніфесту».

## У ролях
| Аугуст Діль       | … | Карл Маркс          |
| Штефан Конарске   | … | Фрідріх Енгельс     |
| Вікі Кріпс        | … | Женні фон Вестфален |
| Олів'є Гурме      | … | П'єр Жозеф Прудон   |
| Ханна Стіл        | … | Мері Барнс          |
| Александр Шеер    | … | Вільгельм Вайтлінг  |
| Ельза Молльєн     | … | Сібілла Гесс        |
| Ерік Годон        | … | бригадир            |
| Стефен Гоган      | … | Томас Нейлор        |
| Рольф Каніс       | … | Мозес Гесс          |
| Нільс-Бруно Шмідт | … | Карл Грюн           |

## Знімальна група
- Автори сценарію — Паскаль Боніцер, Рауль Пек, П'єр Годжсон
- Режисер-постановник — Рауль Пек
- Продюсери — Ніколас Бланк, Ремі Греллеті, Робер Гедігян, Рауль Пек
- Співпродюсери — Бенні Дрегсель, Патрік Кіне, Карстен Штетер
- Асоційований продюсер — Філіп Ложі
- Композитор — Олексій Айгі
- Оператор — Коля Брандт
- Монтаж — Фредерік Броос
- Підбір акторів — Сільві Брошер, Крістін Діль
- Художник-постановник — Бенуа Бару
- Художник по костюмах — Пауле Манжено
- Художники-декоратори — Фредерік Дельрю, Неле Джордан
- Артдиректор — Мерлін Ортнер